# Ouparine Djoco
Ouparine Djoco, né le 22 avril 1998 à Juvisy-sur-Orge, est un footballeur international bissaoguinéen qui joue au poste de gardien de but.

## Biographie

### En club

#### Formation et débuts professionnels au Clermont Foot
Repéré au FC Fleury 91, Ouparine Djoco intègre le Centre de Formation du Clermont Foot 63 en 2017 sous les ordres d’Olivier Enjolras. Il prend part dès le début de saison 2018/2019 aux entrainements du groupe professionnel sous la direction d’Eric Gérard.

#### Clermont Foot
Ouparine Djoco poursuit sa progression avec le Clermont Foot et signe son premier contrat professionnel d’une durée de trois saisons. Remplaçant d’Arthur Desmas, il devient gardien numéro 1, après la défaite 3-2 face à l'ASSE. Le 21 novembre 2021, il joue son premier match en Ligue 1, face à l'OGC Nice. Son équipe s'incline sur le score de deux buts à un ce jour-là.

### En sélection nationale
En décembre 2023, il est retenu dans la liste des vingt-cinq joueurs bissao-guinéens sélectionnés par Baciro Candé pour disputer la Coupe d'Afrique des nations 2023.

## Statistiques
| Saison                | Club                        | Championnat           | Championnat | Championnat | Coupe(s) nationale(s) | Coupe(s) nationale(s) | Total | Total |
| Saison                | Club                        | Division              | M.          | B.          | M.                    | B.                    | M.    | B.    |
| 2020-2021             | Clermont Foot               | Ligue 2               | 3           | 0           | 1                     | 0                     | 4     | 0     |
| 2021-2022             | Clermont Foot               | Ligue 1               | 24          | 0           | -                     | -                     | 24    | 0     |
| 2022-2023             | Clermont Foot               | Ligue 1               | 1           | 0           | 1                     | 0                     | 2     | 0     |
| Sous-total            | Sous-total                  | Sous-total            | 28          | 0           | 2                     | 0                     | 30    | 0     |
| 2023-2024             | Royal Francs-Borains (prêt) | Challenger Pro League | 1           | 0           | 2                     | 0                     | 3     | 0     |
| 2024-2025             | Bergerac Périgord FC (prêt) | National 2            | 15          | 0           | -                     | -                     | 15    | 0     |
| Total sur la carrière | Total sur la carrière       | Total sur la carrière | 44          | 0           | 4                     | 0                     | 48    | 0     |